# Att hjälpa sig själv
Att hjälpa sig själv: om hoppet, modet och lyckan (original Help yourself 2001) är Dave Pelzers fjärde bok, och med den vill han visa att det går att skapa sig ett lyckligt och meningsfullt liv trots en hård uppväxt. Den utkom på svenska 2004.

## Utgåvor
- 2001 - Help Yourself ISBN 0-452-28276-4
- 2003 - Att hjälpa sig själv: om hoppet, modet och lyckan ISBN 91-37-12183-9
- 2004 - Att hjälpa sig själv: om hoppet, modet och lyckan ISBN 91-37-12650-4
- 2005 - Att hjälpa sig själv: om hoppet, modet och lyckan ISBN 91-7001-246-6